# Neuwert (Marxismus)
Als Neuwert bezeichnet Karl Marx (1818–1883) in seinem Hauptwerk Das Kapital denjenigen Wert, den die Arbeiter im Produktionsprozess schaffen. Der Kapitalist schießt Kapital vor. Er kauft Produktionsmittel und Arbeitskraft, die er im Produktionsprozess anwendet. Die Arbeiter übertragen den Wert der verbrauchten Produktionsmittel auf die neue Warenmenge, so dass dieser Wert erhalten bleibt. Da sich diese Wertgröße im Produktionsprozess nicht ändert, spricht Marx von konstantem Kapital c. Im Gegensatz dazu nennt Marx den Teil des vorgeschossenen Kapitals, mit dem Arbeitskraft gekauft worden ist, variables Kapital v. Die Arbeiter schaffen nicht nur ein Äquivalent in Höhe ihres Lohnes, sondern auch einen Mehrwert m. Der Neuwert beträgt also v + m.
Marx unterscheidet verschiedene Aspekte der Arbeit, die sich in Waren darstellt. Diese spielen in diesem Zusammenhang unterschiedliche Rollen. Indem die Arbeiter ihre Arbeitskraft in einer bestimmten Form verausgaben, d. h. konkrete Arbeit verrichten, übertragen sie den Wert der Produktionsmittel auf das neue Produkt. Abstrakte Arbeit hingegen schafft Neuwert.
Laut Marx ist es nicht immer so leicht zu erkennen, woher der Neuwert rührt. Er führt das auf bestimmte Mystifikationen zurück, wie die Mystifikation des Lohnes. Hinzu kommt der Fetischcharakter des Kapitals.
Moderne Wirtschaftswissenschaftler sprechen von Wertschöpfung.